# Vicious Circle (album)
Albums de L.A. Guns
Hollywood Vampires
(1991) American Hardcore
(1996)
Vicious Circle est le quatrième album studio du groupe de hard rock américain L.A. Guns. Il est sorti le 7 février 1994 sur le label Polydor Records.

## Historique
Cet album sort trois ans après Hollywood Vampires, entre-temps le batteur Steve Riley avait quitté le groupe et Phil Lewis avait fondé le groupe Filthy Lucre avec Steve Dior (avec qui il avait déjà joué au sein des London Cowboys). Pour remplacer Riley, Lewis fit appel au batteur de Filthy Lucre, "Bones" (de son vrai nom Michael Gershima) mais ce seront au total cinq batteurs différents qui jouent sur cet album.
L'enregistrement se déroula en 1993 dans les studios 4th Street Recoordings à Santa Monica et les studios Red Zone de Burbank. C'est à nouveau un membre de Filthy Lucre qui s'occupe de la production, le bassiste et producteur, Jim Wirt. Les enregistrements furent mouvementés, Tracii Guns enregistra la chanson Killing Machine et ne remit plus les pieds en studio. Sous la pression du label, Guns retournera en studio pour finir ses parties de guitare, principalement les solos. Pendant l'absence de Guns, Lewis en profita pour enregistrer quelques titres de l'album de Filthy Lucre, Popsmears qui sortira finalement en 1997. Steve Dior et Jim Wirt feront aussi les chœurs sur quelques titres, Dior participant même à l'écriture de No Crime et Kiss of Death.
Sur le titre Nothing Better to Do, c'est le bassiste Kelly Nickels qui assure le chant et le groupe reprend une chanson, I'd Love to Change the World, qu'Alvin Lee composa pour l'album de Ten Years After, A Space in Time.
Le son de cet album est beaucoup plus heavy, loin des standards de l'époque marquée par la vague Grunge.
Pour la tournée qui suivit la sortie de l'album, Steve Ripley repris sa place. A la fin de celle-ci, Lewis et Cripps et Nickels quitteront le groupe. L'album n'entra pas dans les charts, ni en Europe, ni en Amérique du Nord et Polydor mettra fin à sa collaboration avec le groupe.

## Liste des titres
| No  | Titre                           | Auteur                                        | Durée |
| --- | ------------------------------- | --------------------------------------------- | ----- |
| 1.  | Face Down                       | Cripps, Tracii Guns, Lewis, Nickels, Gershima | 4:11  |
| 2.  | No Crime                        | Nickels, Steve Dior, Gershima                 | 2:34  |
| 3.  | Long Time Dead                  | Cripps, Guns, Lewis, Nickels                  | 3:22  |
| 4.  | Killing Machine                 | Cripps, Guns, Lewis, Nickels                  | 3:27  |
| 5.  | Fade Away                       | Cripps, Guns, Lewis, Nickels, Gershima        | 4:11  |
| 6.  | Tarantula                       | Cripps, Guns, Lewis, Nickels                  | 0:56  |
| 7.  | Crystal Eyes                    | Cripps, Guns, Lewis, Nickels, Riley           | 5:53  |
| 8.  | Nothing Better To Do            | Cripps, Guns, Lewis, Nickels                  | 2:51  |
| 9.  | Chasing the Dragon              | Cripps, Guns, Lewis, Nickels, Gershima        | 4:50  |
| 10. | Kill That Girl                  | Cripps, Guns, Lewis, Nickels                  | 3:12  |
| 11. | I'd Love to Change the World    | Alvin Lee                                     | 3:39  |
| 12. | Who's In Control (Let 'Em Roll) | Cripps, Guns, Lewis, Nickels                  | 4:02  |
| 13. | I'm the One                     | Cripps, Guns, Lewis, Nickels, Gershima        | 2:26  |
| 14. | Why Ain't It Bleeding           | Cripps, Guns, Lewis, Nickels                  | 4:32  |
| 15. | Kiss of Death                   | Lewis, Dior, Gershima                         | 5:54  |

## Musiciens
- Phil Lewis: chant, guitare acoustique (titre 3), guitare électrique (titre 5 & 15)
- Tracii Guns: guitare solo, rythmique et acoustique, chœurs
- Mick Cripps: guitare solo et rythmique, claviers, programmation, chœurs
- Kelly Nickels: basse, chœurs, chant principal sur Nothing Better to Do
- Michael Gershima: batterie, percussions, chœurs
- Steve Dior: chœurs (titre 2)
- Myron Grombacher: batterie, percussions (titre 2, 10, 11 & 12)
- Jim Wirt: chœurs (titre 3, 5, 8 , 9, 10, 11, 14 & 15)
- Nickey Alexander: batterie, percussions (titre 4)
- Steve Riley: batterie, percussions (titre 6)
- Doni Grey: batterie, percussions (titre 8)
- Steve Councel: harmonica, chœurs (titre 8, 14 & 15)
- Cliff Brodsky: piano (titre 11)
- Guy Griffin: guitare acoustique (titre 15)